# Ligne 235 (Infrabel)
La ligne 235 est une ancienne ligne ferroviaire industrielle belge de la commune de Frameries.

## Historique
La ligne 235 fut connectée à la ligne 102 (Saint-Ghislain - Frameries) au nord de la gare de Frameries. Elle tournait vers l'est, en passant sous la ligne 96, et après vers le nord-est pour desservir la zone industrielle au sud de la jonction autoroutière de Frameries.